# Carl Knoop
Carl Knoop, född 5 februari 1698 i Skeppsås församling, Östergötlands län, död 7 december 1757 i Vallerstads socken, var en svensk präst.

## Biografi
Knoop föddes 1698 i Skeppsås församling. Han var son till kyrkoherden Petrus Knoop och Ingrid Thoresdotter. Knoop började sina studier i Linköping. Han blev 1717 student vid Uppsala universitet och 1722 vid Lunds universitet. Knoop blev magister 8 december 1726. Han prästvigdes 16 augusti 1728. Den 9 januari 1734 blev han komminister i Sankt Lars församling. Knoop blev 10 januari 1735 kyrkoherde i Vallerstads församling. Han avled 1757 i Vallerstads socken.

### Familj
Knoop gifte sig 22 april 1734 med Margareta Rosinius (1712-1756. Hon var dotter till kyrkoherden Petrus Rosinius och Christina Öring i Vallerstads socken.